# أصغر إبراهيمي
أصغر إبراهيمي (بالفارسية: اصغر ابراهیمی) هو رباع إيراني، ولد في 1 أبريل 1982 في رشت في إيران.

## وصلات خارجية
- أصغر إبراهيمي على موقع الاتحاد الدولي (الإنجليزية)
- أصغر إبراهيمي على موقع مشروع نتائج رفع الأثقال الدولية (الإنجليزية)
- أصغر إبراهيمي على موقع اللجنة الأولمبية الدولية (الإنجليزية)
- أصغر إبراهيمي على موقع أوليمبيديا (الإنجليزية)